# Marktkreuz (Saint-Antonin-Noble-Val)

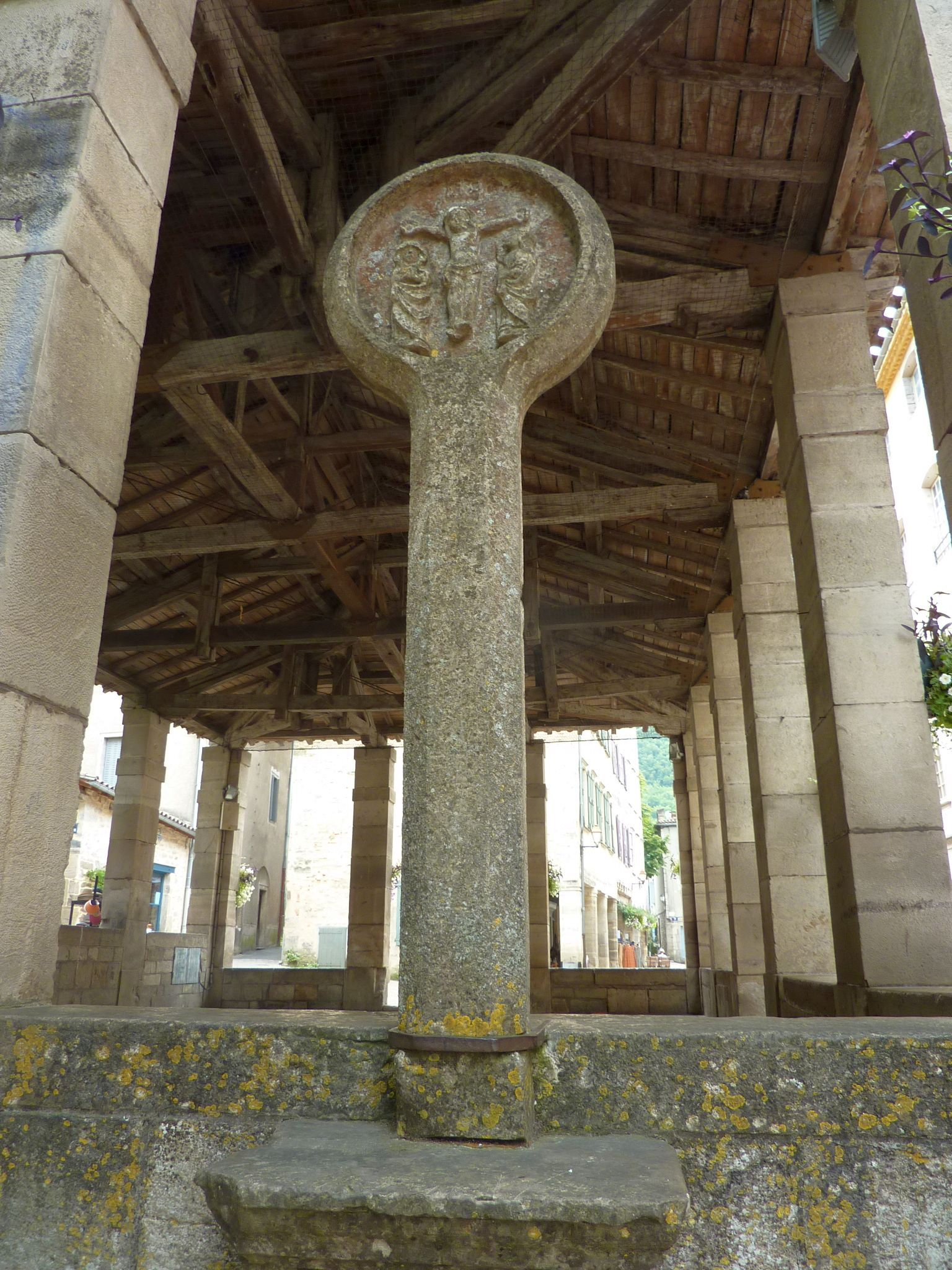
Das Marktkreuz

Das Marktkreuz (französisch: Croix du marché) befindet sich an der historischen Markthalle von Saint-Antonin-Noble-Val im Département Tarn-et-Garonne in Frankreich. Das Kreuz ist seit 1926 als Monument historique eingetragen.

## Beschreibung
Das Marktkreuz entstand zur Zeit der Gotik und wird durch die französische Denkmälerverwaltung in das 14. Jahrhundert datiert, während eine Hinweistafel vor Ort als Entstehungszeit das 16. Jahrhundert angibt. Das Kreuz befand sich ursprünglich am Alten Friedhof und wurde im Jahr 1818 an die Markthalle umgesetzt. 
Bei dem Kreuz handelt es sich um eine scheibenförmige Stele, die aus einem Stein gehauen wurde und an vergleichbare Darstellungen aus dem Baskenland erinnert. Auf der Vorderseite zeigt es auf der Scheibe Christus am Kreuz zwischen der Jungfrau und dem Heiligen Johannes. Auf der Rückseite findet sich eine Darstellung der gekrönten Jungfrau mit dem Jesuskind, die außerdem ein offenes Buch hält. An ihrer Seite stehen der heilige Antonius und der heilige Eligius. 

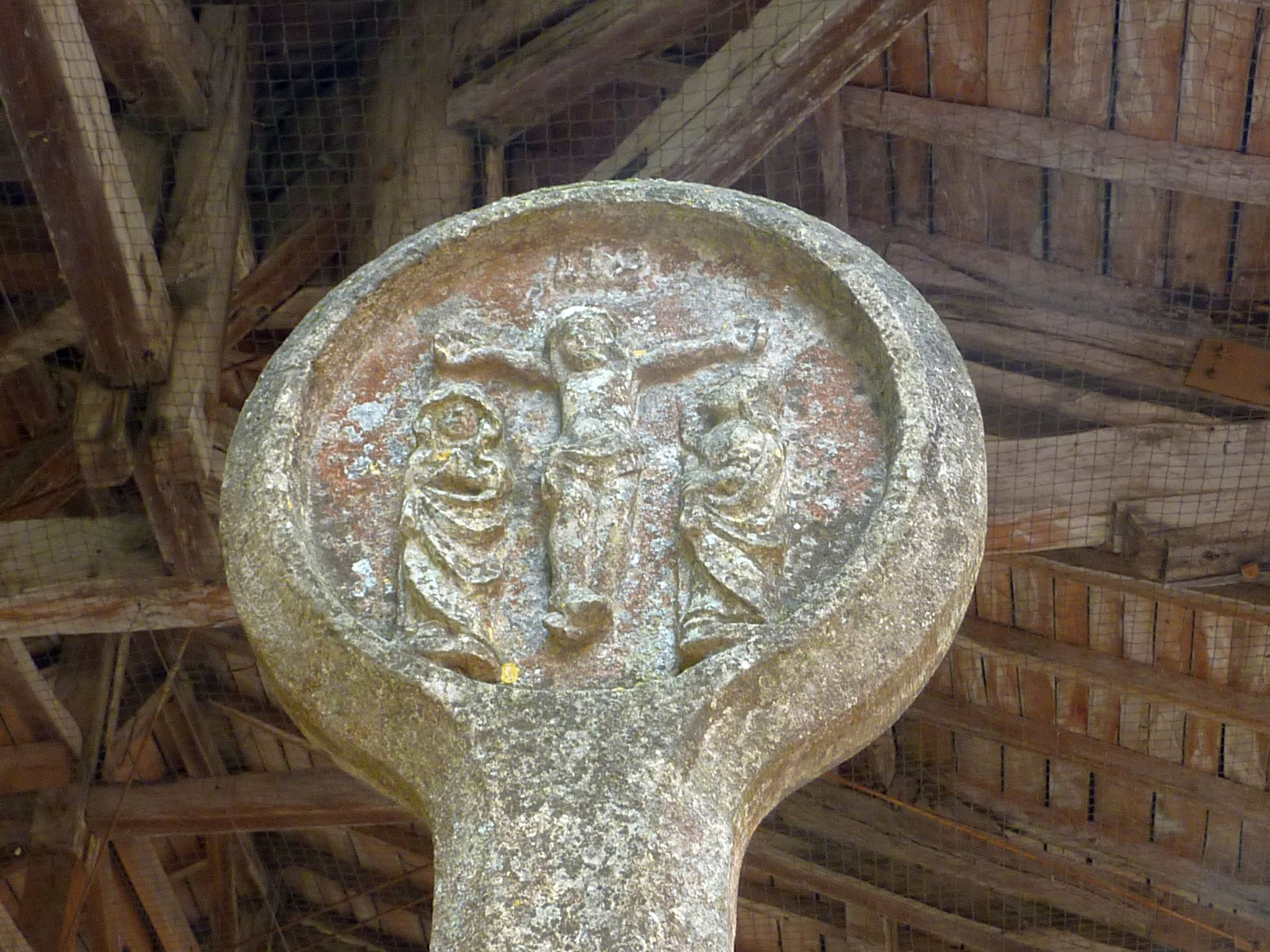
Vorderseite
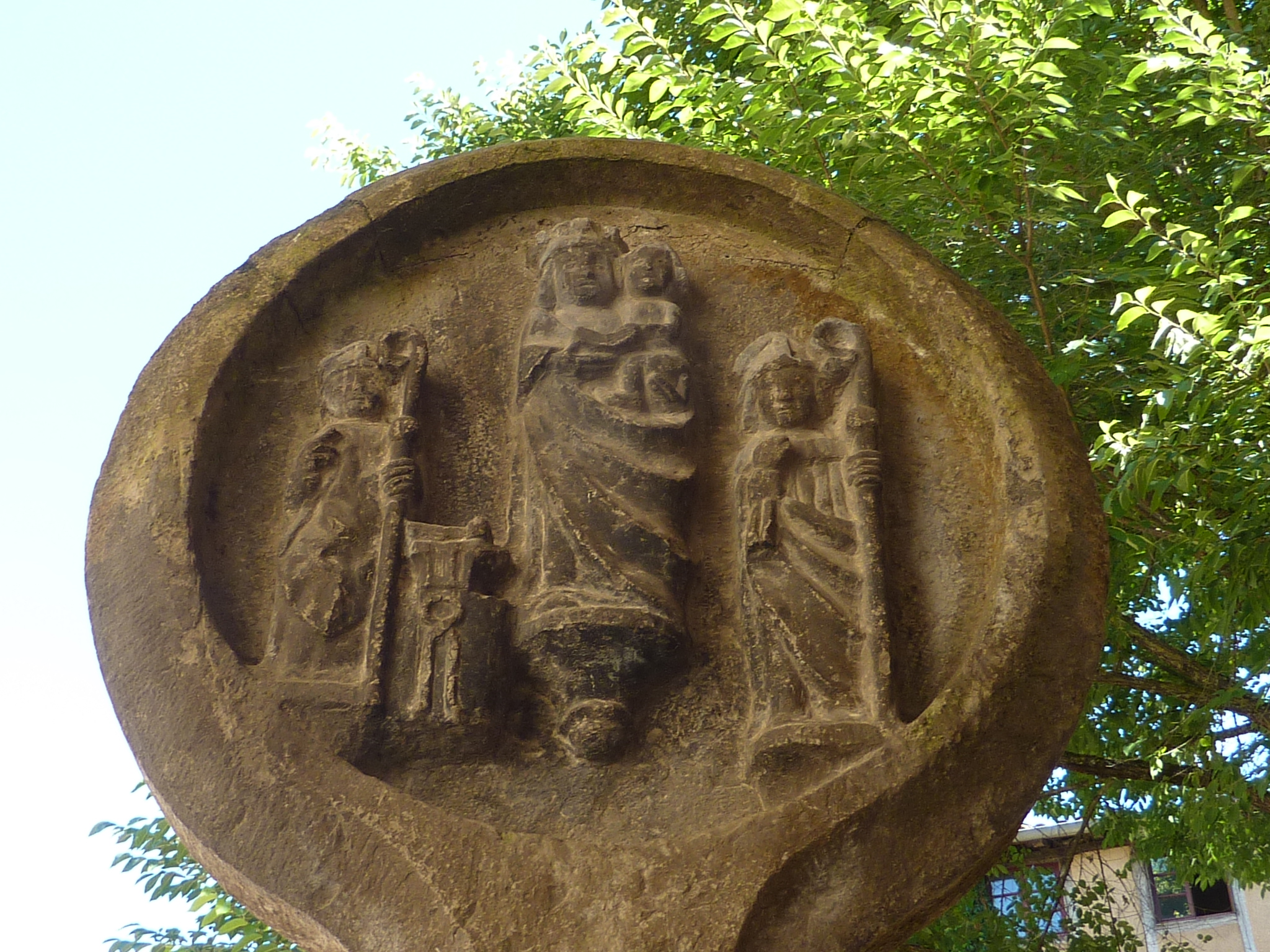
Rückseite